# Pulitzer-Preis 1960
Der Pulitzer-Preis 1960 war die 44. Verleihung des renommierten US-amerikanischen Literaturpreises. Es wurden Preise in 13 der 14 Kategorien im Bereich Journalismus und dem Bereich Literatur, Theater und Musik vergeben.
Die Jury des Pulitzer-Preises bestand aus 15 Personen, unter anderem Joseph Pulitzer, Enkel des Pulitzer-Preis-Stifters und Herausgeber des St. Louis Post-Dispatch und Grayson Kirk, Präsident der Columbia-Universität.

## Preisträger
| Kategorie                                                                     | Preisträger                                      | Begründung |
| ----------------------------------------------------------------------------- | ------------------------------------------------ | --- |
| Dienst an der Öffentlichkeit (Public Service)                                 | Los Angeles Times                                | Preis verliehen für die Kampagne gegen den grenzüberschreitenden Drogenhandel, die zur Verhandlungen zwischen Mexiko und den Vereinigten Staaten geführt hatte.                                         |
| Lokale Berichterstattung, zeitnahe Ausgabe (Local Reporting, Edition Time)    | Jack Nelson, The Atlanta Constitution            | Preis verliehen für die Berichterstattung über psychiatrische Anstalten in Georgia. |
| Lokale Berichterstattung, ohne Ausgabezeit (Local Reporting, No Edition Time) | Miriam Ottenberg, The Evening Star               | Preis verliehen für sieben Artikel über die Praktiken von Gebrauchtwagenhändler in Washington. |
| Berichterstattung im Inland (National Reporting)                              | Vance Trimble, Scripps-Howard Newspaper Alliance | Preis verliehen für die Berichterstattung über die Vetternwirtschaft in US-Kongress. |
| Auslandsberichterstattung (International Reporting)                           | A. M. Rosenthal, The New York Times              | Preis verliehen für die Berichterstattung aus Polen, die zur Ausweisung von Rosenthal aus Polen führte.                                                                                                 |
| Leitartikel (Editorial Writing)                                               | Lenoir Chambers, Norfolk Virginian-Pilot         | Preis verliehen für eine Reihe von Leitartikeln, wie beispielsweise The Year the Schools Closed, veröffentlicht am 1. Januar 1959 und The Year the Schools Opened, veröffentlicht am 31. Dezember 1959. |
| Karikatur (Editorial Cartooning)                                              | nicht vergeben                                   | nicht vergeben |
| Fotografie (Photography)                                                      | Andrew Lopez, United Press International         | Preis verliehen für eine Serie von vier Fotografie, die die Hinrichtung eines kubanischen Unteroffiziers der Batista-Regierung durch ein Exekutionskommando von Fidel Castro zeigt.                     |

| Kategorie                                                   | Preisträger                                                                 |
| ----------------------------------------------------------- | --------------------------------------------------------------------------- |
| Belletristik (Fiction)                                      | Advise and Consent von Allen Drury                                          |
| Theater (Drama)                                             | Fiorello! von Jerome Weidman, George Abbott, Jerry Bock und Sheldon Harnick |
| Geschichte (History)                                        | In the Days of McKinley von Margaret Leech                                  |
| Biographie oder Autobiographie (Biography or Autobiography) | John Paul Jones von Samuel Eliot Morison                                    |
| Dichtung (Poetry)                                           | Heart's Needle von W. D. Snodgrass                                          |
| Musik (Music)                                               | Second String Quartet von Elliott Carter                                    |

Sonderpreis (Special Awards and Citations)
- The Defeat of the Spanish Armada von Garrett Mattingly, als eine erstklassige Gemischte und ein literarisch hochwertiges Werk.